# آژانس همکاری بین‌المللی ژاپن

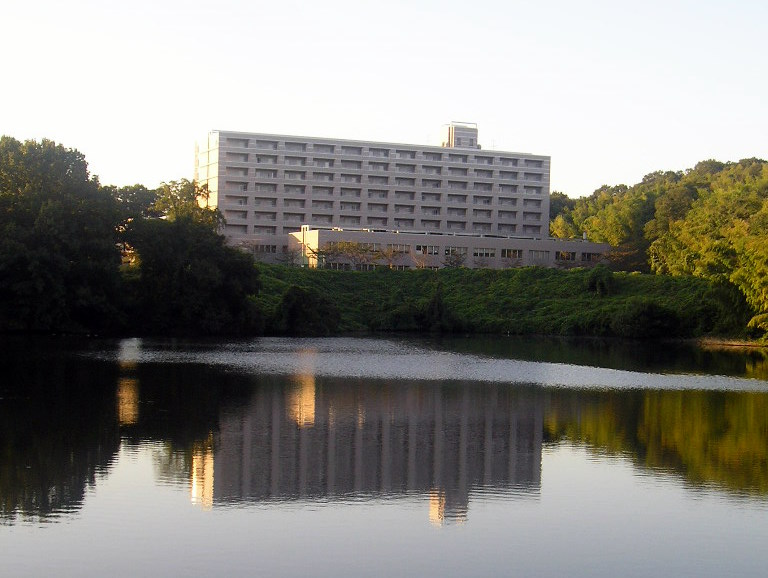

آژانس همکاری بین‌المللی ژاپن به اختصار جایکا نام یک سازمان دولتی مستقل بین‌المللی در ژاپن است که در زمینهٔ توسعه به دولت ژاپن و همچنین کشورهای در حال توسعه کمک می‌کند.

## مأموریتهای جایکا
آژانس همکاری بین‌المللی ژاپن (جایکا) سعی دارد که از طریق روشهای توسعه مشمول به مبارزه با مشکلات بپردازد. منظور از روش توسعه شمول این است که در آن افرادی که با مشکلات مواجه هستند تشویق به درک مسئله می‌شوند و ضمن لذت بردن از این فعالیت، در برطرف کردن مشکلات مشارکت می‌کنند. نقش اصلی جایکا پشتیبانی از این شیوهٔ توسعه پویا می‌باشد.
منظور از توسعه پویا، ایجاد روحیهٔ خودسازی به صورت میان مدت یا طولانی مدت در کشورهای در حال توسعه به منظور کاهش فقر و توسعه اقتصادی می‌باشد.
- ساماندهی امور جهانی

بهبودهای کلی در سطح جهانی باعث ایجاد آثار مثبت در اقتصاد و توسعه شده و موقعیتهای جدیدی را برای مردم ایجاد می‌کند.
- مبارزه با فقر از طریق توسعه

مردم فقیر در کشورهای در حال توسعه معمولاً مظنون به ایجاد بحرانهای اقتصادی، درگیریها و مصیبتها هستند و این به نوبه خود ممکن است باعث ایجاد فقر بیشتری برای آنها شود.
- بهبود کنترل

بهبود کنترل برای ایجاد اقتصاد پایدار نقش اساسی دارد.
- تأمین امنیت انسانها

پیشرفت جهانی سازی موجب افزایش خطرات برون مرزی شده و مردم زیادی را ممکن است تحت تأثیر قرار دهد.

## روشهای فعالیت جایکا
جایکا به منظور تأمین اهداف خود استراتژیهای مختلفی را پیش می‌گیرد
- کمکهای مجتمع

این قبیل کمکهای جایکا شامل سه نوع می‌شود: همکاری فنی، وامهای توسعه و کمکهای مالی دولتی.
- کمکهای نامحسوس

این نوع کمکها شامل هرچیزی از جلوگیری از درگیریهای نظامی تا بلایای طبیعی می‌شود.
- بهبود ارتباطات توسعه‌ای

جایکا با تمرکز بر روی فعالیتها و نتایج آنها در کشورهای در حال توسعه به آنها کمک می‌کند تا توانایی حل مشکلاتشان افزایش پیدا کند.
- بهبود تحقیقات و به اشتراک گذاشتن دانش در مواجهه با توسعه سریع جهانی سازی و افزایش همکاریهای بین‌المللی، تمایل جهانی در رابطه با مشکلاتی که کشورهای در حال توسعه با آن مواجه هستند، دستخوش تغییرات فراوانی شده‌است. بدین منظور جایکا مرکزی را برای تحقیقات تاًسیس کرده‌است که بتواند دانش جمع آوری شده را در راستای اهداف توسعه‌ای به اشتراک گذارد